# 河崎照行
河﨑 照行（かわさき てるゆき、1950年2月13日 - ）は、日本の会計学者。学位は、経営学博士（神戸大学）。甲南大学名誉教授。元租税資料館理事長。

## 略歴
1950年山口県に生まれる。1973年大分大学経済学部卒業。1979年神戸大学大学院経営学研究科博士課程修了。神戸大学より経営学博士の学位を取得。1992年から1993年まで米国テキサス大学客員研究員。1978年甲南大学経営学部助手、その後、同大学専任講師、助教授、同大学経営学部教授 (1999年就任)、甲南大学会計大学院教授を歴任。2004年から2006年まで甲南大学副学長。
税理士試験委員（1998年～2001年）、公認会計士試験委員（2006年～2008年）ほか、金融庁企業会計審議会臨時委員、中小企業会計学会会長、日本会計研究学会理事、税務会計研究学会理事などを歴任。2010年5月公益財団法人・租税資料館代表理事（理事長）。

## 著書
- 『情報会計システム論』（単著、中央経済社、1997年）
- 『リスクマネジメントと会計』（編著、同文舘、2003年）
- 『電子情報開示のフロンティア』（編著、中央経済社、2007年）
- 『企業パラダイムと情報システム』（共著、税務経理協会、1991年）
- 『中小会社の会計指針』（共著、中央経済社、2006年）
- 『21世紀の財務報告：XBRLの本質』（監訳、同文舘、2007年）
- 『詳解 中小会社の会計要領』（万代勝信と編著、中央経済社、2012年）
- 『中小企業の会計制度 日本・欧米・アジア・オセアニアの分析』（編著、中央経済社、2015年）
- 『最新 中小企業会計論』（単著、中央経済社、2016年）

## 論文
日本会計研究学会賞（1989年）を受賞。